# The Valencianer
The Valencianer és una revista il·lustrada en línia de temes valencians inspirada en The New Yorker que començà a publicar-se el 2016 a València. Fou creada per Carlos Ortín el desembre de 2016 i hi col·labora l'Ajuntament de València i l'Escola Superior d'Art i Tecnologia. Està dirigida per Associació Professional d'Il·lustradors de València. La seua periodicitat és mensual. El seu primer número, el número 0, fou el desembre de 2016.